# Vladas Douksas
Vladas Douksas (ur. 14 marca 1933, zm. 23 listopada 2007) – piłkarz urugwajski pochodzenia litewskiego, napastnik.
Douksas urodził się w Montevideo w rodzinie litewskich imigrantów – ojciec miał na imię Vaclav, a matka nosiła imię Emilia. Jego ojciec początkowo pracował w zakładach chemicznych, ale później otworzył własny sklep.
W 1950 roku w wieku 17 lat Douskas, który początkowo próbował sił jako cyklista, został piłkarzem klubu Fénix Montevideo. W 1953 roku przeszedł do klubu Rampla Juniors.
Jako piłkarz klubu Rampla Juniors wziął udział w turnieju Copa América 1959, gdzie Urugwaj zajął przedostatnie, szóste miejsce. Duksas zagrał we wszystkich sześciu meczach – z Boliwią (tylko w drugiej połowie – w przerwie zmienił Homero Guaglianone i później zdobył bramkę), Peru (zdobył bramkę; w 72 minucie zmienił go Zelmar Aguilera), Paragwajem (zdobył bramkę), Brazylią, Argentyną i Chile.
Następnie wziął udział w ekwadorskim turnieju Copa América 1959, gdzie Urugwaj zdobył tytuł mistrza Ameryki Południowej. Douksas zagrał we wszystkich czterech meczach - z Ekwadorem (w 80 minucie zmienił go Eladio Benítez), Brazylią, Argentyną i Paragwajem.
Po mistrzostwach kontynentalnych Douksas w 1960 roku przeniósł się do Argentyny, gdzie grał w barwach klubu CA Independiente. Razem z klubem Independiente zdobył tytuł mistrza Argentyny i w następnym roku wziął udział w nieudanym turnieju Copa Libertadores 1961, gdzie jego klub odpadł już po starciu z pierwszym rywalem - brazylijskim klubem SE Palmeiras.
Po powrocie do ojczyzny w 1962 roku Douksas został graczem klubu Club Nacional de Football. Jako gracz Nacionalu wziął udział w turnieju Copa Lipton 1962, gdzie zagrał w przegranym 1:3 meczu z Argentyną. W 1963 roku pomógł Nacionalowi zdobyć tytuł mistrza Urugwaju, po czym w następnym roku dotarł wraz z Nacionalem do finału turnieju Copa Libertadores 1964. Po drodze zdobył dwie bramki w półfinałowym dwumeczu z chilijskim klubem CSD Colo-Colo - jedną na wyjeździe i drugą w Montevideo. Później przeniósł się do klubu Danubio FC.
W 1965 roku Douksas wziął udział w eliminacjach do finałów mistrzostw świata w 1966 roku. Zagrał w czterech zwycięskich meczach – dwóch z Peru i dwóch z Wenezuelą. Na same finały do Anglii jednak nie pojechał.
W 1967 roku Douksas ponownie wyjechał do Argentyny, gdzie krótko grał w klubie CA Colón. Łącznie w lidze argentyńskiej rozegrał 44 mecze i zdobył 6 bramek. Karierę piłkarską zakończył tam, gdzie zaczynał, czyli w klubie Fénix.
Od 8 marca 1959 roku do 19 czerwca 1966 roku Douksas rozegrał w reprezentacji Urugwaju 33 mecze i zdobył 3 bramki. Pełnił rolę dyrygenta wśród formacji złożonej z napastników. Ponieważ był silny zarówno fizycznie, jak i psychicznie, podrywał swą drużynę do walki w najtrudniejszych chwilach.